# الكبير (فلم وثائقي)
الكبير (المسؤول الكبير) هو فيلم وثائقي تم تصويره في عام 1996 وصدر عام 1998 من قبل أفلام ميراماكس من قبل مايكل مور خلال جولة الترويج لكتابه خفض هذا في أنحاء الولايات المتحدة في 47 مدينة زاراها، مور يكشف ويصف إخفاقات الاقتصادية الأمريكية والخوف من البطالة لدى العمالة الأميركية.
على الرغم من أن كثيرا من الفيلم يضم مطاردة مور دون جدوى لمدراء والرؤساء التنفيذيين للشركات الكبرى في جميع أنحاء الولايات المتحدة الأمريكية من أجل مواجهتهم أو الحصول على مقابلة شخصية مطولة، فهو في نهاية المطاف تمكن من التحدث مع الرئيس التنفيذي لشركة نايك فيل نايت على ممارسات العمل شركته. يظهر المقابلة الناجحة في الفيلم. فيلم ينتقد أيضا الرئيس بيل كلينتون، والمرشحين الرئيسيين الثلاثة الآخرين للرئاسة في انتخابات عام 1996، على الرغم من أنه هو في جزء كبير منه موجه إلى «خيانة» كلينتون للمثل التقدمية الاقتصادية.

## وصلات خارجية
- مقالات تستعمل روابط فنية بلا صلة مع ويكي بيانات